# 伯唐
伯唐（法語：Bettens）是瑞士联邦西部法语区的沃州下设的一个市镇。在行政上属于沃州格罗区管辖。伯唐的总面积为3.75平方公里。截至2007年，总人口为305。